# Ghermu
Ghermu – gaun wikas samiti w zachodniej części Nepalu w strefie Gandaki w dystrykcie Lamjung. Według nepalskiego spisu powszechnego z 2001 roku liczył on 382 gospodarstw domowych i 1968 mieszkańców (1018 kobiet i 950 mężczyzn).